# Raise on Saturday〜じっとしてられない朝〜
『Raise on Saturday〜どうする！土曜日！！』（ライズ・オン・サタデー〜どうする！どようび！！）は、FM NACK5で2022年4月2日から放送開始のラジオの生ワイド番組。

## 概要
これまでの『すももも 百香も もものうち 〜ももラジ〜』の放送枠を受け継ぎ、「週末の朝をテンション高く盛り上げる、アクティブエンジョイプログラム!」をコンセプトに、アウトドアやレジャーを中心に取り上げ、パーソナリティの斉藤リョーツのアクティブライフに加え、この週末のお出かけ情報を紹介する番組。

## 放送時間
- 毎週土曜日 5:00 - 8:00

## パーソナリティ
- 斉藤リョーツ
  - かつて放送されていた『PUNCH de ドーヨゥ?〜遊びの王様〜』以来、5年半ぶりにNACK5の土曜日の番組を担当することになる。

## タイムテーブル
- 5:00 オープニング
- 5:40 - 6:00 箱番組『ディスカバー彩の国』（保井ひろゆき）
- 6:10 NACK5 TRAFFIC
- 6:15 - 6:30 箱番組『旬!SHUN!ピックアップ』
- 6:45 - 6:55 箱番組『江澤亜弥のキープオンゴルフ』 (江澤亜弥)(2024年4月～)
  - (2024年3月まで｢『すみれのナイスショット！』 (和田純怜)｣)
- 7:35 NACK5 TRAFFIC
- 7:38 NACK5 WEATHER
- 7:40 彩の国トレたてMorning
- 7:55 エンディング